# Peter Sonnberger
Peter Sonnberger (* 6. Februar 1957 in Linz) ist ein österreichischer Verwaltungsjurist, und ehemaliger Politiker (ÖVP). Sonnberger war von 2003 bis 2010 Abgeordneter zum österreichischen Nationalrat.

## Ausbildung und Beruf
Peter Sonnberger besuchte von 1963 bis 1967 die Volksschule 37 (Karlhofschule) und wechselte danach bis 1971 an das Akademische Gymnasium. Von 1971 bis 1975 war er am musisch-pädagogischen Bundesrealgymnasium Honauerstraße, das er 1975 mit der Matura abschloss. Nach seiner Schulausbildung begann Sonnberger ein Studium der Rechtswissenschaften an der Johannes Kepler Universität Linz. 1979 erwarb er in dieser Studienrichtung den akademischen Grad Dr. iur. Seinen Präsenzdienst leistete Sonnberger von 1985 bis 1986 ab, 2001 besuchte er das Basic-Management an der Linzer Managementakademie.
Sonnberger arbeitete zwischen 1976 und 1979 als Wissenschaftliche Hilfskraft am Institut für Kirchenrecht und absolvierte 1979 seine Gerichtspraxis. Seit 1979 ist Sonnberger als Jurist beim Land Oberösterreich tätig, am 1. März 2010 übernahm er die Stelle des Landesamtsdirektor-Stellvertreters von Oberösterreich.

## Politik
Peter Sonnberger war von 1984 bis 1987 Stadtobmann der Jungen ÖVP und war ab 1985 Mitglied des Linzer Gemeinderates. Von 1989 bis 1990 war er zudem Klubobmann des ÖVP-Gemeinderatsklubs. Von 1991 bis 1997 und von 2001 bis 2003 war Sonnberger Mitglied des Linzer Stadtsenats. Zu seinen Zuständigkeitsbereichen gehörten ab 2001: Grün, Gesundheit, Wohnbau, Friedhof, Feuerwehren bzw. Wirtschaft, Tourismus, Märkte, Wohnbau und Fachhochschulen.
Innerparteilich war Sonnberger Stadtparteiobmann-Stellvertreter der ÖVP Linz, Ortsparteiobmann der ÖVP Linz-Harbach und Bezirksobmann des ÖAAB Linz. Ab dem 7. November 2003 vertrat Sonnberger die ÖVP im Nationalrat. Nach seiner Wahl zum Landesamtsdirektor-Stellvertreter in Oberösterreich schied Sonnberger am 23. Februar 2010 aus dem Nationalrat aus und legte im März 2010 auch sein Mandat als Linzer Gemeinderat zurück.